# ألفرد فيتزباتريك
ألفرد فيتزباتريك هو مربي كندي، ولد في 22 أبريل 1862 في Pictou County ‏ في كندا، وتوفي في 16 يونيو 1936 في تورونتو في كندا.